# Graine de championne
Pour plus de détails, voir Fiche technique et Distribution.
Graine de championne (McKenna Shoots for the Stars) est un film canado-américain sorti en 2012, mettant en vedette Jade Pettyjohn, Ysa Penarejo, Cathy Rigby, Nia Vardalos, et Ian Ziering. Ce film est basé sur la gamme de poupées et les livres McKenna de la série American Girl écrite par Mary Casanova.
Le film tourne autour de la vie de McKenna Brooks, comme elle se démène pour équilibrer son temps à l'école et dans sa carrière de gymnaste. Le scénario a été écrit par Jessica O'Toole et Amy Rardin. Le film a été réalisé par Vince Marcello.

## Synopsis
McKenna Brooks, une jeune gymnaste, ne rêve que d'une chose : être qualifiée dans l'équipe régionale ; mais elle en délaisse ses études. Elle est donc forcée de suivre des cours particuliers. Au fur et à mesure, elle va se lier d'amitié avec Josie, sa prof particulière.

## Fiche technique
- Titre : Graine de championne
- Titre original : McKenna Shoots for the Stars
- Réalisation : Vince Marcello
- Scénario : Jessica O'Toole et Amy Rardin d'après le roman de Mary Casanova
- Musique : Timothy Michael Wynn
- Photographie : Jon Joffin
- Montage : Paul Millspaugh
- Décors : Craig Sandells
- Costumes : Mary Partridge
- Production : Ellen L. Brothers et Debra Martin Chase
- Sociétés de production : Martin Chase Productions et Original Pictures
- Société de distribution : Universal Studios
- Pays de production :  États-Unis et  Canada
- Langue originale : anglais
- Dates de sortie :
  - États-Unis : 3 juillet 2012
  - France : 26 juillet 2017 (VOD)

## Distribution
- Jade Pettyjohn : McKenna Brooks
- Kerris Dorsey : Josie Myers
- Nia Vardalos : Mrs. Brooks
- Ian Ziering : Mr. Brooks
- Ysa Penarejo : Toulane Thomas
- Cathy Rigby : Isabelle Manning